# 罗尔夫·施密特
罗尔夫·D·施密特 （德語：Rolf Dieter Schmid, 1942年1月5日—)是一位德国化学家。1993年至2009年，作为教授任教于斯图加特大学技术生物化学专业，并担任该大学生物技术中心技术生物化学研究所所长。他是关于中国和日本生物技术发展方面的专家。

## 生平
1942年出生在萨尔茨堡，在慕尼黑大学（全称：路德维希-马克西米利安-慕尼黑大学主修化学专业，在弗赖堡大学学习化学、生物化学和微生物学，并在该校于1970年获得博士学位。在Gif-sur-Yvette（法国）的法国国家科学研究中心(CNRS)和美国德克萨斯大学奥斯丁分校完成博士后锻炼后，于1972年入职德国杜塞尔多夫的汉高公司(Henkel & Cie)。完成洗涤剂成分对环境影响的初期研究后，他于1975年在汉高建立了生物技术研发中心。从1987至1993年，他供职于德国国家生物技术中心（现赫尔姆霍兹传染研究中心），担任酶应用技术及天然产物化学实验室负责人（Maria-Regina Kula 的继任者），并兼任Braunschweig技术大学 （页面存档备份，存于）教授。1993受聘于斯图加特大学，至2009年间担任斯图加特大学技术生物化学专业教授和该大学生物技术中心技术生物化学研究所所长（继任者为Bernhard Hauer）。他在日本和中国也是生物技术和生物企业的专家。2007年，他获得罗伊特林根大学 （页面存档备份，存于）MBA学位。2010年，他建立Bio4Business公司，2015年，建立史太白资讯中心加盟亚洲技术咨询公司Asia Technology Consulting。自2011年，他通过Bio4Business网站，定期发布中国和日本两地生物技术<<时事通讯>>，并命名为“中国之窗” （window-to-china）和日本之窗（window-to-Japan ），并接受免费订阅。

## 工业，政府和学术职务
1990-2000，2008-2011 艾本德股份有限公司（Eppendorf AG） （页面存档备份，存于）监事会成员
.
2000- 艾本德股份有限公司科学顾问委员会发言人

2008-2010 Heinrich-Netheler博士研究生基金会 （页面存档备份，存于）主席

2009- 巴登符腾堡州科学、研究和文化部 （页面存档备份，存于）协调员。协调与上海市、江苏省和神奈川的生物技术合作 （页面存档备份，存于）

1997-2002 国际纯化学与应用化学协会（IUPAC）生物技术部主管

1997-2002 德西玛（DECHEMA） （页面存档备份，存于）生物技术基础部发言人

此外，他还担任杜塞尔多夫工业生物技术群（Clusters für Industrielle Biotechnologie CLIB2021）顾问委员会委员，BioM日本-慕尼黑创新群顾问，图卢兹（Toulouse）白色生物技术科学顾问。

## 所获荣誉
2003 美国油料化学工程师学会终身成就奖

2010 南京工业大学荣誉教授

## 学术成就
施密特及其学生已发表超过380篇科技论文。他提请了约100项专利，其中大多数属于工业生物技术和生物传感器领域。

## 出版书籍
于1992年任伦普（Römpp） （页面存档备份，存于）特别栏目生物技术编辑，Thieme出版社（Thieme-Verlag）（与Hans-Werner Dellweg 和 Wolfgang Trommer合作）
 ISBN 3137364019
《生物技术和基因工程袖珍指南》，Wiley-VCH 2002 ISBN 3527313109（继德语版后，该书先后被翻译为英语版，法语版，阿拉伯语版，俄语版，日文版，中文版）。该书的第三版德语版于2016年8月3日正式出版 ISBN 978-3-527-33514-5。
2007年和Urlacher共同撰写《现代生物氧化：酶，反应和应用》Wiley-VCH 2007 ISBN 3527315071。

## 参与日本和中国生物技术
日本生物技术

受命于Henkel集团，负责参与筹建日本的科研实验室。 于1980年至1995年受当时的联邦科学技术部（现联邦教育和科学部Bundesministerium für Bildung und Forschung）委托对日本生物技术领域的研发动态进行实时分析。此间，发表了一系列学术论文，并出版专著两本：

《德-英-日生物技术词典》， Springer-Verlag 1989 （Saburo Fukui合著）ISBN 354015566X

日本生物技术，Springer-Verlag 1991，ISBN 3540535543

1991年，他在东京大学学术休假。

自2011年起，他运营着“日本之窗 （页面存档备份，存于）”—关于日本生物技术的网站，发布关于日本生物技术的时事新闻。

中国生物技术

1990年，受联邦科技部委托对中国的生物技术发展进行分析评估，发表了一系列学术论文，并出版专著

《今日中国生物》，自出版 2003（马莲合著）

2003年，他在清华大学学术休假；2009年于南京工业大学学术休假。

2012年起，他运营着“中国之窗 （页面存档备份，存于）”—关于中国生物技术的网站，发布关于中国生物技术的时事新闻，并提供免费邮件订阅服务。

2015年起，受聘于海港城市青岛，担任科学顾问，并开始筹办青岛之窗网站。

在化学新闻 Nachrichten aus der Chemie定期发表《瞭望中国》专栏文章。

## 网页资源
施密特发表及出版专著文献，及关于他的文献资料，（来源德国国家图书馆检索Deutsche Nationalbibliothek）施密特文献 （页面存档备份，存于）

Bio4Business公司

史太白集团旗下，亚洲生物技术咨询公司主页

中国之窗 （页面存档备份，存于）

青岛之窗

## 资料来源
1. BioPro 2006 科研成果必须可以应用 Forschung muss auch praktisch anwendbar sein

2. BioPro 2010  巴登符腾堡州的中国和日本的伙伴省份的动态和潜力 Dynamik und Potenzial der baden-württembergischen Partnerregionen in Japan und China

3. Schmid u.a.: Anatomy of lipase binding sites: The scissile fatty acid binding site. In: Chemistry and Physics of Lipids. Band 93, Nummer 1–2, 1998, S. 67–80, doi:10.1016/S0009-3084(98)00030-9

4. Rolf D. Schmid, Robert Verger: Lipases: Interfacial enzymes with attractive applications In: Angewandte Chemie - International Edition. Band 37, Nummer 12, 1998, S. 1609–1633， （页面存档备份，存于）